# Rivian R2
Rivian R2 — це повністю електричний позашляховик середнього розміру, який випускатиметься американським виробником електромобілів Rivian.

## Огляд
Rivian R2 був представлений 7 березня 2024 року разом із меншим компактним позашляховиком початкового рівня R3 та його аналогом R3X. Дворядний позашляховик середнього розміру, призначений для розміщення під трирядним повнорозмірним R1S у лінійці позашляховиків Rivian. Запропонована MSRP — ключовий маркетинговий момент моделі — становить 45 000 доларів США, що є значно доступнішою ціною порівняно з ціною R1S, яка починається від майже 75 000 доларів.  R2 планується продавати по всьому світу, це буде вихід Rivian на європейський ринок і перша модель компанії, продана за межами Сполучених Штатів і Канади.

## Технічні характеристики
Rivian поки не розкриває конкретних деталей батареї для R2, показуючи, що вона використовує 4695 циліндричних елементів батареї, які можна заряджати від 10 % до 80 % менш ніж за 30 хвилин і має запас ходу 300 миль (480 км) при повній зарядці. .
На момент запуску Rivian R2 пропонуватиметься у трьох варіантах трансмісії; одномоторний задній привід, двомоторний повний привід і тримоторний повний привід.